# Gare de Metagama
La  gare de Metagama est une gare ferroviaire canadienne, située au lieu-dit Metagama sur le territoire de la partie non organisée du nord District de Sudbury dans la province de l'Ontario. 
C'est un arrêt Via Rail Canada desservie par le train Sudbury-White River.

## Situation ferroviaire
Établie à 384 mètres d'altitude, la halte de Metagama est situé au point kilométrique (PK) 114 de la ligne de Sudbury à White River, entre les arrêts de Sheahan et de Biscotasing. Cette infrastructure est une section de la principale ligne transcontinentale du Canadien Pacifique.

## Histoire
Le Canadien Pacifique construit en 1885 une ligne vers l'ouest du pays. Dans le Nord de l'Ontario lorsqu'il construit la division de Cartier à Chapleau il sectionne la ligne, en sections d'environ 20 milles (environ 32 kilomètres), avec l'installation de stations.

## Service des voyageurs

### Accueil
Halte voyageurs, c'est un point d'arrêt non géré (PANG) à accès libre. le train ne s'arrête qu'à la demande.

### Desserte
Metagama est desservie par le train Sudbury-White River de Via Rail Canada. Le train passe à l'arrêt six fois par semaine : les mardi, jeudi et samedi, son passage est à 11h00 venant de Sudbury il se dirige vers White River ; les mercredi, vendredi et dimanche, son passage est à 15h45, venant de White River il se dirige vers Sudbury.

### Intermodalité
Il n'y a pas de services disponibles.